# Christophe Mandanne
Christophe Mandanne (Toulouse, Francia, 7 de febrero de 1985), futbolista francés, de origen reunionés. Juega de delantero. Esta décimo con 54 puntos en el ranking del Observatorio de Fútbol CIES.[cita requerida]

## Clubes
| Club                    | País                   | Año       |
| ----------------------- | ---------------------- | --------- |
| Le Havre AC             | Francia                | 2003-2005 |
| Tours FC (Cesión)       | Francia                | 2005-2007 |
| Dijon FCO               | Francia                | 2007-2012 |
| Stade de Reims (Cesión) | Francia                | 2008-2009 |
| EA Guingamp (Cesión)    | Francia                | 2012      |
| EA Guingamp             | Francia                | 2012-2015 |
| Al-Fujairah             | Emiratos Árabes Unidos | 2015-2016 |
| AS Nancy                | Francia                | 2016-2017 |
| LB Châteauroux          | Francia                | 2017-2019 |